# ACAZ T-2
Das Flugzeug ACAZ T-2 war ein Hochdecker des belgischen Flugzeugherstellers ACAZ (Zeebrügge).
Die Maschine wurde 1924 von den beiden Konstrukteuren Emile Allard und Alfred Renard entwickelt und war das erste belgische Eindeckerflugzeug in Ganzmetall-Ausführung. Im Gegensatz zur deutschen Konkurrenz bei Junkers war der Hochdecker ACAZ T-2 jedoch kein kommerzieller Erfolg. Es wurde nur eine einzige Maschine produziert.
Fälschlicherweise halten viele Autoren die ACAZ T-2 für das weltweit erste Ganzmetallflugzeug; die Junkers J 1 startete jedoch schon im Dezember 1915 ihren Jungfernflug.